# Upplands runinskrifter 260
Upplands runinskrifter 260 är en vikingatida runsten av granit i Fresta kyrka, Fresta socken och Upplands-Väsby kommun. Runstenen återfanns 1934 liggande under markytan i grunden till en kyrkogavel. Stenen står nu vid Fresta kyrkas sydvästra hörn, precis utanför den plats där den hittades. Runstenen är 2,20 meter hög och en meter bred.

## Inskriften
Translitterering av runraden:
× kismuntr × auk × uikinkr × litu ... ...(t)a... ...iʀ sikuast × faþur × sin ×
Normalisering till runsvenska:
Gismundr ok Vikingʀ letu ... [s]tæ[in æft]iʀ Sigfast, faður sinn.
Översättning till nusvenska:
Gismund och Viking läto [resa stenen efter] Sigvast, sin fader.